# Teius teyou
La lagartija verde o Teju (en Guarani) (Teius teyou) es una especie de lagarto de la familia Teiidae. Se distribuye por la ecozona del Chaco argentino, boliviano y paraguayo. Tiene una longitud hocico-cloaca (Snout-Vent Lengh en inglés) que no suele superar los 13 cm de largo, mientras que su longitud total (incluyendo la cola) puede alcanzar los 40 cm.
Tiene una característica única, que es la presencia de solo 4 dedos en el pie, el quinto dedo presente en el resto de las especies de Teiidae está atrofiado. 
Presenta una lengua larga, y ancha. La lengua no es retráctil, como en la mayoría de las lagartijas. Presenta dientes laterales bicuspídeos, su cuerpo está comprimido transversalmente; las placas de la cabeza son grandes y regulares, narina presente en la placa nasal anterior, párpados desarrollados, escamas dorsales pequeñas, ventrales con placas subcuadrangulares largas y lisas, tímpano grande y descubierto.
Esta especie tiene su actividad reproductiva en primavera, desde octubre a diciembre, coincidente con la época de lluvias (octubre a marzo), pero es independiente de la cantidad de lluvia caída. 
Los juveniles aparecen en enero y no alcanzan la madurez reproductiva dentro del primer año. Hay una sola puesta anual de 5 huevos, que esta positivamente correlacionada con el tamaño de la hembra. 
Respecto de los teídos simpátricos, reproductivamente Teius teyou se asemeja más a Tupinambis rufescens que a Cnemidophorus ocellifer (más estrechamente relacionado filogenéticamente, pero de menor tamaño que los restantes teídos). 
Los teídos chaqueños son afectados en su ciclo reproducido por factores ambientales y en menor grado por su tamaño corporal. La longitud de los ciclos reproductivos en los teídos chaqueños es independiente de sus relaciones filogenéticas.